# Antonio Hurtado Zurera
Antonio Hurtado Zurera (Aguilar de la Frontera, 1961) es un economista y político español.

## Biografía
Delegado de Economía y Hacienda de la Junta de Andalucía en Córdoba entre los años 1994 y 2003, se encargó de la portavocía municipal socialista cordobesa durante los años 2003 y 2004, siendo concejal del Ayuntamiento de Córdoba. En el 2007 se hace cargo de la dirección técnica de la Promotora de Viviendas de Córdoba, S.A. (Provicosa).
En 2008, como candidato del Partido Socialista Obrero Español, es elegido senador en las elecciones generales del mismo año. Diputado en el Congreso por el Partido Socialista Obrero Español de Córdoba durante la X, XI, XII, y XIV Legislaturas. 
En la actualidad es portavoz municipal del PSOE en el Ayuntamiento de Córdoba.
Ha manifestado abiertamente su homosexualidad.